# Luitgard von Bolanden
Luitgard von Bolanden, auch Luccard, Luccardis oder Lukarde, (* um 1265; † um 1326) war eine pfälzische Adelige aus dem Ministerialengeschlecht von Bolanden und Regentin der Grafschaft Löwenstein.

## Herkunft
Luitgard von Bolanden war die Tochter Philipps V. von Bolanden und seiner Gattin Luitgard von Hohenfels. Die Hohenfelser bildeten einen eigenen Zweig des Adelshauses Bolanden. Der Vater amtierte 1269 als Bürgermeister von Oppenheim. Luitgard war eines von mindestens vier Kindern des Ehepaares. Der Bruder Johann starb 1288 vor Erreichen der Volljährigkeit. Die ältere Schwester Anna lebte als Zisterzienserin im Kloster Kirschgarten zu Worms, wo sie auch 1320 starb. Die jüngere Schwester Kunegunde war mit Graf Heinrich I. von Sponheim-Bolanden verheiratet.

## Leben
Luitgards Vater pflegte offensichtlich eine enge Beziehung zu Rudolf I., dem ersten römisch-deutsche König aus dem Geschlecht der Habsburger. Den Bemühungen Rudolfs, nach den Wirren des Interregnums die königliche Zentralgewalt am Mittelrhein zu stärken, standen insbesondere die Erzbischöfe von Köln, Mainz und Trier als geistliche Kurfürsten ablehnend gegenüber. Um die habsburgische Herrschaft in dieser Region zu stärken, vermittelte der König eine Ehe zwischen Luitgard und seinem ältesten, jedoch unehelichen Sohn Albrecht von Löwenstein-Schenkenberg. Nach der Verlobung des Brautpaares zum Herbst des Jahres 1282 fand die Hochzeit unter Anteilnahme vieler Gäste im Juni 1284 anlässlich eines Hoftages Rudolfs I. in Basel statt. Nach der Hochzeit lebten die Eheleute auf Burg Löwenstein, dem Mittelpunkt der Grafschaft, die Albrecht von seinem Vater als Reichslehen erhalten hatte.
Nach dem Tod Albrechts am 11. Juni 1304 übte Luitgard die Regentschaft über die Grafschaft Löwenstein für ihre noch unmündigen Söhne Rudolf und Nikolaus aus. Die Rechtmäßigkeit ihrer Herrschaft wurde am 15. März 1309 von König Heinrich VII. in Speyer formell anerkannt, indem er alle bisherigen königlichen Verleihungen an Löwenstein bestätigte. In ihrer über vierzehn Jahre dauernden Regentschaft führte sie die Amtsgeschäfte mit einer Selbständigkeit, die in keiner Weise dem idealtypischen Frauenbild der damaligen Zeit entsprach. Sie übte das Kirchenpatronat aus, führte Belehnungen durch, legte Fehden und Streitigkeiten bei und beteiligte sich über ihre militärischen Helfer selbst an selbigen. Auch der Kauf der Burg Gleichen sowie der Ortschaft Böckingen erfolgte auf ihre Initiative hin. Zu Beginn ihrer Herrschaft erfuhr Luitgard Unterstützung von ihrem Schwager Heinrich I. von Sponheim-Bolanden und dessen Sohn Philipp, von 1307 bis 1310 stand ihr mit Konrad IV. von Weinsberg der Schwiegervater ihres ältesten Sohnes Philipp als Berater zur Seite. Trotz dieses Beistandes gelang es Luitgard nicht, den Niedergang und zunehmende Territorialverluste der Grafschaft zu verhindern, die mit der aggressiven Expansionspolitik ihres Nachbarn Graf Eberhard von Württemberg einhergingen. Im folgenden Reichskrieg wurde die Grafschaft erheblich verwüstet, nach den erhaltenen Schriftquellen möglicherweise auch der Wohnsitz Luitgards, die Burg Löwenstein, von Eberhard belagert und in Mitleidenschaft gezogen. Um den Konflikt mit Graf Eberhard zu entschärfen, suchte Luitgard ab 1310 verstärkt die Unterstützung der Markgrafen von Baden, die mit dem Haus Württemberg verwandtschaftlich verbunden waren. So weist die Häufigkeit der Nennungen in den Quellen ab dem Jahr 1311 Markgraf Rudolf IV. als wichtigsten Berater der löwensteinischen Regentin aus. Um das Jahr 1315 ging die knapp 50 Jahre alte Luitgard schließlich auch die Ehe mit dem zehn Jahre jüngeren Rudolf IV. ein. Die Forschung geht davon aus, dass die Eheschließung aus rein politischen Gründen erfolgte – zum einen gewann Luitgard völlige Sicherheit vor der Expansionspolitik Eberhards von Württemberg, zum anderen rechnete Rudolf damit, als Ehemann der Gräfin die gesamte Grafschaft Löwenstein in seinen Besitz zu bekommen. Unmittelbar nach der Eheschließung gliederte Rudolf IV. Löwenstein in sein Herrschaftsgebiet ein und enthielt mit dieser Vorgehensweise den noch immer unmündigen Söhnen Luitgards ihr Erbe vor. Als der Markgraf jedoch dazu überging, seine Ehefrau ungütlich zu behandeln und ihr Leid und Ungnade zuzufügen – sie also körperlich misshandelte und demütigte – ergriff sein Stiefsohn Nikolaus die Initiative. Er nahm den Markgrafen von Baden gefangen und inhaftierte ihn auf der Burg Löwenstein – eine Tat, für die es angesichts der Macht und des Einflusses der Markgrafen von Baden einigen Mutes bedurfte. Erst am 13. Januar 1318 gelang es Rudolf IV. durch die urkundlich verbriefte Rückgabe der Grafschaft Löwenstein an die Söhne Luitgards sowie die Beeidung der Urfehde, seine Freiheit wieder zu erlangen.
Die letzte urkundliche Erwähnung Luitgards datiert vom 24. September 1323, als sie gemeinsam mit Rudolf IV. die Stiftung des Hospitals im Dominikanerinnenkloster Pforzheim beurkundete. Um 1326 verstarb Luitgard im Alter von etwa 60 Jahren und wurde als Ehefrau des Markgrafen von Baden vermutlich in der Benediktinerabtei Gottesaue bestattet.

## Familie
Luitgard von Bonlanden war von 1284 bis 1304 in erster Ehe mit Graf Albrecht von Löwenstein-Schenkenberg verheiratet; aus dieser Ehe entstammten 8 Kinder:
- Anna (* um 1285; † um 13. Mai 1338). Verheiratet mit Graf Ulrich II. von Asperg.
- Luitgard. Nonne im Kloster Lichtenstern.
- Ita. Nonne im Kloster Lichtenstern.
- Philipp (* 1290; † 1310). Graf von Löwenstein.
- Albrecht. († vor 25. April 1320 in Murrhardt). Vermutlich Abt des Klosters St. Januarius in Murrhardt.
- Rudolf (* um 1298; † um 1332). Graf von Löwenstein.
- Nikolaus (* um 1300; † 13. März 1339). Graf von Löwenstein.
- Gerhard (* um 1301; † 1325). Domherr in Speyer.

In zweiter Ehe war sie von 1315 bis 1326 mit Markgraf Rudolf IV. von Baden verheiratet; diese Ehe blieb kinderlos.